# Пінал (округ, Аризона)
Шаблон:StateAbbr_ 32°59′13″ пн. ш. 111°19′38″ зх. д. / 32.986944444444° пн. ш. 111.32722222222° зх. д.
Округ Пінал (англ. Pinal County) — округ (графство) у штаті Аризона. Ідентифікатор округу 04021.

## Історія
Округ утворений 1875 року.

## Демографія
За даними перепису
2000 року

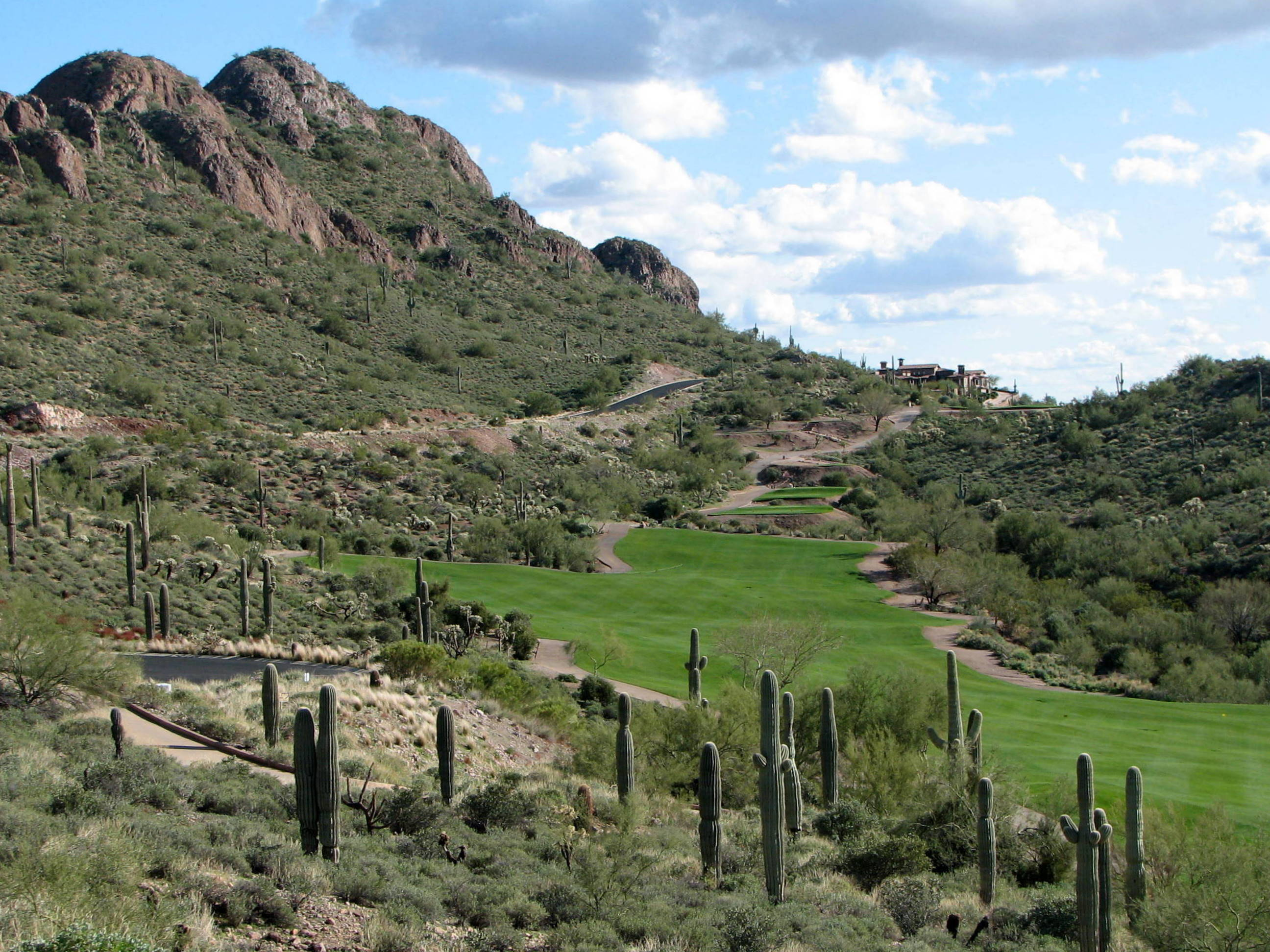
Каньйон Золотий динозавр

загальне населення округу становило 179727 осіб, зокрема міського населення було 116228, а сільського — 63499.
Серед мешканців округу чоловіків було 95830, а жінок — 83897. В окрузі було 61364 домогосподарства, 45211 родин, які мешкали в 81154 будинках.
Середній розмір родини становив 3,09.
Віковий розподіл населення поданий у таблиці:
| Стать    | До 15 років | 15-21 | 22-29 | 30-39 | 40-49 | 50-65 | 65-85 | Понад 85 |
| -------- | ----------- | ----- | ----- | ----- | ----- | ----- | ----- | -------- |
| Чоловіки | 19329       | 9178  | 11018 | 14518 | 12979 | 14609 | 13394 | 805      |
| Жінки    | 18335       | 7453  | 7344  | 10252 | 10480 | 15061 | 13769 | 1203     |

## Суміжні округи
- Марікопа — захід, північ
- Гіла — північ
- Грем — схід
- Піма — південь

## Виноски
1. ↑  American FactFinder. Бюро перепису населення США. Архів оригіналу за 26 лютого 2012. Процитовано 31 січня 2008.

| США | Це незавершена стаття з географії США. Ви можете допомогти проєкту, виправивши або дописавши її. |